# Trophy Wall
Trophy Wall is een nummer van de Belgische rockband School is Cool uit 2017. Het is de eerste single van hun derde studioalbum Good News.
"Trophy Wall" heeft een iets ander geluid dan eerdere nummers van School is Cool. De band laat op deze plaat namelijk een geluid horen dat doet denken aan de synthpop uit de jaren '80. Het nummer werd een bescheiden succes in Vlaanderen, waar het een bescheiden 2e positie bereikte in de Tipparade.

## Tracklijst
Download
1. "Trophy Wall" - 3:30